# Лабуче-Канг
Лабуче Канг (Labuche Kang (часом також Lapche Kang, Lobuche Kang I або Choksiam; кит.: 拉布吉康峰, Lābùjíkāng Fēng) — вершина в  Гімалаях. Розташована в Тибеті КНР поблизу кордону з Індією. Це 75-та за абсолютною висотою вершина Землі.
Перше сходження здійснили 26 жовтня 1987 р. Гарольд Ерл Ріддіфорд (Harold Earle Riddiford), Ф. Коттер (F. M. Cotter) та Пазанг Дава Лама (Pasang Dawa Lama).

## Лабуче Канг III Східна
Інший пік у масиві Лабуче Канг — Лабуче Канг III Східний (28°18′01″ пн. ш. 86°23′03″ сх. д. / 28.30028° пн. ш. 86.38417° сх. д.), з абсолютною висотою 7250 м (94-те місце у світі), з відносною висота 570 м, це ймовірно, друга найвища непідкорена гірська вершина у світі після Гангкхар Пуенсум, яка має висоту 7570 м, (40-ве місце у світі) і відносну висоту 2995 м. Колишня друга за висотою непідкорена вершина, Сасер Кангрі II Східна, має абсолютну висоту 7513 м, (49-те місце у світі) і відносну — 1450 м, була підкорена 24 серпня 2011 року.